# Steven Dubois
Pour les articles homonymes, voir Dubois.
Steven Dubois est un patineur de vitesse sur piste courte canadien.

## Biographie
Il est remplaçant du relais masculin aux Jeux olympiques de 2018.
En 2019, il est quatrième du 1 500 mètres aux championnats du monde et remporte quatre médailles individuelles et deux de relais sur la saison de coupe du monde. Il est entraîné par Sébastien Cros.
En 2020, il remporte le prix Marc Gagnon du short-trackeur de l'année.
Au cours de la saison de Coupe du monde de patinage de vitesse sur piste courte 2021-2022, il est septième au 500 mètres. Il est également détenteur du record canadien de la distance.
Il participe aux épreuves de patinage de vitesse sur piste courte aux Jeux olympiques de 2022 sur les relais masculin et mixte. Au relais mixte, avec Florence Brunelle, Kim Boutin et Jordan Pierre-Gilles, l'équipe arrive quatrième de la compétition, recevant une pénalité en finale.
Il remporte ensuite la médaille d'argent olympique du 1 500 mètres.
Il a remporté la médaille d'argent au 500 mètres et au 1000 mètres lors de la Coupe du monde de patinage de vitesse sur courte piste 2022-2023.
À l'occasion du championnat mondial de patinage de vitesse de 2025 à Pékin, Steven Dubois remporte 4 médailles d'or : la médaille du 500 m, la médaille au 1000 m, la médaille au relais masculin et la médaille au relais mixte .